# Michelau
Michelau (en luxemburguès: Méchela; en alemany: Michelau) és una vila de la comuna de Bourscheid situada al districte de Diekirch del cantó de Diekirch. Està a uns 32 km de distància de la ciutat de Luxemburg.